# Hattingen-Mitte

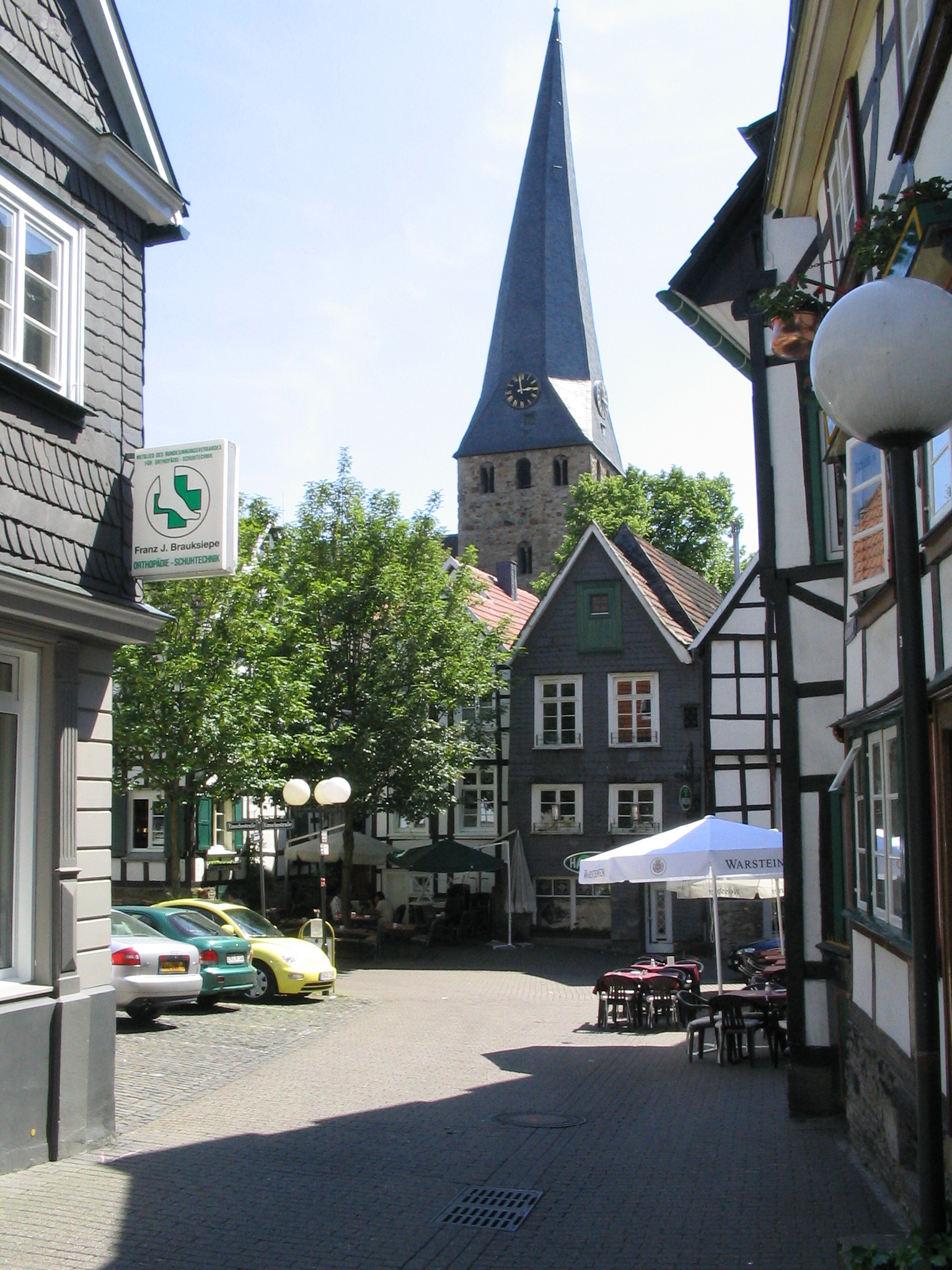
St. Georg

Hattingen-Mitte ist ein Stadtteil von Hattingen. Mit Stand vom 31. Dezember 2016 waren hier 20.127 Menschen auf einer Fläche von 6,54 km² gemeldet. Er ist somit der bevölkerungsreichste Stadtteil der Stadt.

## Beschreibung
Zum Stadtteil zählen die mittelalterliche, einst von einer Stadtmauer umschlossene Altstadt mit dem Alten Rathaus und den Kirchen St. Georg nebst Kirchhof sowie St. Johannis (nur der Glockenturm ist erhalten) am Krämersdorf.
In der Stadterweiterung der Innenstadt nach Nordosten den Berg hinauf befindet sich das Neue Rathaus (1910). Eine zweite Stadterweiterung führt hinab zur Ruhr, wo der Bahnhof Hattingen (1869) entstand, der heute von der S 3 bedient wird. Seit 1994 endet sie altstadtnah in Hattingen Mitte. Auch der Busbahnhof ist in der Nähe. Die Ruhrbrücke Hattingen mit der Straßenbahn 308 nach Bochum führt die hier zur Landesstraße abgestufte B 51 über den Fluss.
Im Süden bis hin zum Schulenberg liegt das Bruchfeld mit seinen Arbeitersiedlungen. Aus der Zeit des Zweiten Weltkrieges erhalten ist der Reschop-Bunker.
In der Nachkriegszeit ist es den Bewohnern gelungen, die Flächensanierung zu verhindern. Die Fachwerkhäuser wurden saniert und bilden heute ein attraktives und touristisch interessantes Ambiente. Die Heggerstraße wurde zum ersten Teil einer Fußgängerzone. Einen stilistischen Einschnitt stellt das Einkaufszentrum dar, vormals Karstadt.